# براندون مورينو
براندون مورينو كاريو (بالإسبانية: Brandon Moreno Carrillo؛ مواليد 7 ديسمبر 1993) هو مُقاتل فنون قتالية مختلطة مكسيكي محترف. يُنافس حاليًا في فئة وزن الذبابة في يو إف سي، حيث كان بطل يو إف سي لوزن الذبابة مرتين سابقًا وأول مكسيكي يفوز بلقب بطولة يو إف سي. منذ عام 2011، نافس مورينو أيضًا لصالح بطولة القتال التراثية، حيث كان بطل بطولة القتال التراثية لوزن الذبابة. اعتبارًا من 27 فبراير 2024، أصبح رقم 2 في تصنيفات يو إف سي لوزن الذبابة.

## الخلفية
وصف مورينو نفسه بأنه من محبي الملاكمة منذ الصغر لكنه لم يكن على دراية بالرياضات القتالية الأخرى. أصبح مهتمًا فيما بعد بالكابويرا، لكنه لم يتمكن من العثور على مدرسة في مدينته. أثناء البحث، وجد صالة ألعاب رياضية للفنون القتالية المختلطة وبدأ التدريب على الكيك بوكسينغ والجوجيتسو.

## حياته الشخصية
مورينو من كبار المعجبين بشركة فانكو بوب وهو جامع مخلص لمكعبات ليغو. ولديه وزوجته ثلاث بنات.
يستضيف مورينو (بالإسبانية: Entre Asaltos)، وهو بودكاست فنون القتال المختلطة باللغة الإسبانية.

## البطولات والإنجازات

### فنون القتال المختلطة
- يو إف سي
  - بطولة يو إف سي لوزن الذبابة (مرتين)
    - أول بطل مكسيكي في تاريخ يو إف سي

  - بطولة يو إف سي لوزن الذبابة المؤقت (مرتين)
    - بالمشاركة مع (ديفسون فيغيريدو وألكسندر بانتوجا) ثاني أكبر عدد من الانتصارات في تاريخ فئة وزن الذبابة في يو إف سي (3)[14]

  - قتال الليلة (أربع مرات)  ضد ديفسون فيغيريدو 1 & 3، كيا كارا فرانس 2 وألكسندر بانتوجا 2[15][16][17][18]
    - بالمشاركة مع (براندون رويفال) أكثر من حصل على مكافآت قتال الليلة في تاريخ فئة وزن الذبابة في يو إف سي[19]

  - أداء الليلة (ثلاث مرات)  ضد داستين أورتيز، لويس سمولكا وديفسون فيغيريدو 2[20]
    - ثاني أكبر عدد من المكافآت ما بعد القتال في تاريخ فئة وزن الذبابة في يو إف سي (7)[14]

  - بالمشاركة مع (جوزيف بينافيدز & ألكسندر بانتوجا) ثالث أكثر عدد من الإنهاءات في تاريخ فئة وزن الذبابة في يو إف سي (6)[14]
  - ثالث أكثر عدد من النزالات في تاريخ فئة وزن الذبابة في يو إف سي (17)[14]
  - أطول مدة قتال في تاريخ فئة وزن الذبابة في يو إف سي (4:43:28)[14]
  - ثاني أطول متوسط وقت قتال في تاريخ فئة وزن الذبابة في يو إف سي (16:40)[14]
  - بالمشاركة مع (ديفسون فيغيريدو) رابع أكثر عدد من الانتصارات في تاريخ فئة وزن الذبابة في بطولة يو إف سي (10)[14]
  - أكثر عدد ضربات موجَّهة في تاريخ فئة وزن الذبابة في يو إف سي (1131)[14]
    - ثالث أكبر عدد من الضربات في تاريخ فئة وزن الذبابة في يو إف سي (1439)[14]

  - سادس أعلى وقت في المركز الأعلى في تاريخ فئة وزن الذبابة في يو إف سي (43:39)[14]
  - سادس أطول وقت سيطرة في تاريخ فئة وزن الذبابة في يو إف سي (52:51)[14]
  - تكريمات يو إف سي لأفضل إخضاع في عام 2021 ضد ديفسون فيغيريدو 2[21]
- الاتحاد العالمي للقتال
  - بطل الاتحاد العالمي للقتال لوزن الذبابة (مرة واحدة)
- بطولة القتال التراثية
  - بطولة القتال التراثية لوزن الذبابة (مرة واحدة)
- إم إم إيه جونكي
  - أفضل قتال في شهر ديسمبر 2020 ضد ديفسون فيغيريدو[22]
  - أفضل إخضاع في شهر يونيو 2021 ضد ديفسون فيغيريدو[23]
  - أفضل قتال في شهر يناير 2022 ضد ديفسون فيغيريدو[24]
- جوائز فنون القتال المختلطة العالمية
  - المقاتل المتميز لعام 2021[25]^
  - قتال العام 2021 ضد ديفسون فيغيريدو على يو إف سي 256[25]^
  - الروح القتالية لعام 2021 من أجل المثابرة – من التعرض للقطع، إلى القتال والعودة إلى أن أصبح أول بطل مكسيكي في يو إف سي[25]^

^انتهت فترة التصويت لجوائز 2021 من يوليو 2020 إلى يوليو 2021 بسبب جائحة فيروس كورونا.

## سجل فنون القتال المختلطة
| السجل المهني |        |         |
| 32 نزال      | 22 فوز | 8 خسارة |
| ضربة قاضية   | 5      | 0       |
| إخضاع        | 11     | 0       |
| قرار القضاة  | 6      | 8       |
| تعادل        | 2      | 2       |

| النتيجة | السجل  | الخصم            | الطريقة                                | الحدث                                               | التاريخ        | الجولة | الوقت | المكان                                    | الملاحظات |
| ------- | ------ | ---------------- | -------------------------------------- | --------------------------------------------------- | -------------- | ------ | ----- | ----------------------------------------- | --- |
| فاز     | 22–8–2 | أمير البازي      | قرار القضاة (بالإجماع)                 | يو إف سي ليلة القتال: مورينو ضد البازي              | 2 نوفمبر 2024  | 5      | 5:00  | إدمونتون، ألبرتا، كندا                    | |
| خسر     | 21–8–2 | براندون رويفال   | قرار القضاة (بالانقسام)                | يو إف سي ليلة القتال: مورينو ضد رويفال 2            | 24 فبراير 2024 | 5      | 5:00  | مدينة مكسيكو، المكسيك                     | |
| خسر     | 21–7–2 | ألكسندر بانتوجا  | قرار القضاة (بالانقسام)                | يو إف سي 290                                        | 8 يوليو 2023   | 5      | 5:00  | لاس فيغاس، نيفادا، الولايات المتحدة       | خسر لقب بطولة يو إف سي لوزن الذبابة. قتال الليلة.                                                                     |
| فاز     | 21–6–2 | ديفسون فيغيريدو  | ضربة فنية قاضية (إيقاف الطبيب)         | يو إف سي 283                                        | 21 يناير 2023  | 3      | 5:00  | ريو دي جانيرو، البرازيل                   | فاز ووحَّد لقب بطولة يو إف سي لوزن الذبابة.                                                                             |
| فاز     | 20–6–2 | كيا كارا فرانس   | ضربة فنية قاضية (ركلات الجسم واللكمات) | يو إف سي 277                                        | 30 يوليو 2022  | 3      | 4:34  | دالاس، تكساس، الولايات المتحدة            | فاز بلقب بطولة يو إف سي لوزن الذبابة المؤقت. قتال الليلة.                                                             |
| خسر     | 19–6–2 | ديفسون فيغيريدو  | قرار القضاة (بالإجماع)                 | يو إف سي 270                                        | 22 يناير 2022  | 5      | 5:00  | آناهايم، كاليفورنيا، الولايات المتحدة     | خسر لقب بطولة يو إف سي لوزن الذبابة. قتال الليلة.                                                                     |
| فاز     | 19–5–2 | ديفسون فيغيريدو  | إخضاع (خنق خلفي عاري)                  | يو إف سي 263                                        | 12 يونيو 2021  | 3      | 2:26  | غلانديل، أريزونا، الولايات المتحدة        | فاز بلقب بطولة يو إف سي لوزن الذبابة. أداء الليلة.                                                                    |
| تعادل   | 18–5–2 | ديفسون فيغيريدو  | تعادل (بالأغلبية)                      | يو إف سي 256                                        | 12 ديسمبر 2020 | 5      | 5:00  | لاس فيغاس، نيفادا، الولايات المتحدة       | على لقب بطولة يو إف سي لوزن الذبابة، تم خصم نقطة واحدة من فيغيريدو في الجولة الثالثة بسبب ضربة في الفخذ. قتال الليلة. |
| فاز     | 18–5–1 | براندون رويفال   | ضربة فنية قاضية (باللكمات)             | يو إف سي 255                                        | 21 نوفمبر 2020 | 1      | 4:59  | لاس فيغاس، نيفادا، الولايات المتحدة       | |
| فاز     | 17–5–1 | خوسيه فورميغا    | قرار القضاة (بالإجماع)                 | يو إف سي ليلة القتال: لي ضد أوليفيرا                | 14 مارس 2020   | 3      | 5:00  | برازيليا، البرازيل                        | |
| فاز     | 16–5–1 | كيا كارا فرانس   | قرار القضاة (بالإجماع)                 | يو إف سي 245                                        | 14 ديسمبر 2019 | 3      | 5:00  | لاس فيغاس، نيفادا، الولايات المتحدة       | |
| تعادل   | 15–5–1 | عسكر عسكروف      | تعادل (بالانقسام)                      | يو إف سي ليلة القتال: رودريغيز ضد ستيفنس            | 21 سبتمبر 2019 | 3      | 5:00  | مدينة مكسيكو، المكسيك                     | |
| فاز     | 15–5   | مايكل بيريز      | ضربة فنية قاضية (باللكمات)             | إل إف إيه 69                                        | 7 يونيو 2019   | 4      | 1:54  | كابازون، كاليفورنيا، الولايات المتحدة     | فاز بلقب بطولة إل إف إيه لوزن الذبابة.                                                                                |
| خسر     | 14–5   | ألكسندر بانتوجا  | قرار القضاة (بالإجماع)                 | يو إف سي ليلة القتال: مايا ضد عثمان                 | 19 مايو 2018   | 3      | 5:00  | سانتياغو، تشيلي                           | |
| خسر     | 14–4   | سيرجيو بيتيس     | قرار القضاة (بالإجماع)                 | يو إف سي ليلة القتال: بيتيس ضد مورينو               | 5 أغسطس 2017   | 5      | 5:00  | مدينة مكسيكو، المكسيك                     | |
| فاز     | 14–3   | داستين أورتيز    | إخضاع فني (خنق خلفي عاري)              | يو إف سي ليلة القتال: سوانسون ضد لوبوف              | 22 أبريل 2017  | 2      | 4:06  | ناشفيل، تينيسي، الولايات المتحدة          | أداء الليلة. |
| فاز     | 13–3   | ريان بنوا        | قرار القضاة (بالانقسام)                | المقاتل النهائي: بطولة الأبطال النهائية             | 3 ديسمبر 2016  | 3      | 5:00  | لاس فيغاس، نيفادا، الولايات المتحدة       | |
| فاز     | 12–3   | لويس سمولكا      | إخضاع (خنق المقصلة)                    | يو إف سي ليلة القتال: لينيكر ضد دودسون              | 1 أكتوبر 2016  | 1      | 2:23  | بورتلاند، أوريغون، الولايات المتحدة       | أداء الليلة. |
| فاز     | 11–3   | إسحاق كاماريلو   | إخضاع (خنق خلفي عاري)                  | الاتحاد العالمي للقتال 27                           | 16 أبريل 2016  | 1      | 1:53  | توسان، أريزونا، الولايات المتحدة          | دافع عن لقب بطولة دبليو إف إف لوزن الذبابة.                                                                           |
| فاز     | 10–3   | تايلر بياليك     | إخضاع (خنق خلفي عاري)                  | الاتحاد العالمي للقتال 22                           | 25 يوليو 2015  | 1      | 3:09  | توسان، أريزونا، الولايات المتحدة          | دافع عن لقب بطولة دبليو إف إف لوزن الذبابة.                                                                           |
| فاز     | 9–3    | مات بيتزولد      | قرار القضاة (بالإجماع)                 | الاتحاد العالمي للقتال 18                           | 7 فبراير 2015  | 3      | 5:00  | تشاندلر، أريزونا، الولايات المتحدة        | دافع عن لقب بطولة دبليو إف إف لوزن الذبابة.                                                                           |
| فاز     | 8–3    | سي.جيه سوليفن    | إخضاع (خنق خلفي عاري)                  | الاتحاد العالمي للقتال 16                           | 20 سبتمبر 2014 | 1      | 0:58  | تشاندلر، أريزونا، الولايات المتحدة        | أول ظهور في وزن الذبابة. فاز بلقب بطولة دبليو إف إف لوزن الذبابة الشاغر.                                              |
| فاز     | 7–3    | أليكس كونترايراس | إخضاع (خنق المثلث)                     | الاتحاد العالمي للقتال 14                           | 28 يونيو 2014  | 3      | 1:04  | تشاندلر، أريزونا، الولايات المتحدة        | |
| فاز     | 6–3    | بول أمارو        | إخضاع (خنق خلفي عاري)                  | إم إي زد سبورتس: باندمونيوم 9                       | 26 يوليو 2013  | 2      | 3:01  | ميسيون فيجو، كاليفورنيا، الولايات المتحدة | |
| فاز     | 5–3    | جيسون كارباخال   | ضربة فنية قاضية (باللكمات)             | إم إي زد سبورتس: باندمونيوم 8                       | 23 مارس 2013   | 3      | 1:52  | بومونا، كاليفورنيا، الولايات المتحدة      | |
| فاز     | 4–3    | جيسي كروز        | قرار القضاة (بالانقسام)                | سلسلة قتال إكسبلود: الفوضى                          | 22 سبتمبر 2012 | 3      | 3:00  | فالي سنتر، كاليفورنيا، الولايات المتحدة   | |
| خسر     | 3–3    | برينسون هانسن    | قرار القضاة (بالإجماع)                 | سي آي تي سي 11: إكستريم كوتور مقابل جنوب كاليفورنيا | 28 يوليو 2012  | 3      | 5:00  | بيلوكسي، مسيسيبي، الولايات المتحدة        | |
| فاز     | 3–2    | جوناثان كارتر    | إخضاع (الضغط على الذراع)               | سلسلة قتال إكسبلود: مطارد                           | 19 مايو 2012   | 1      | 1:15  | فالي سنتر، كاليفورنيا، الولايات المتحدة   | |
| خسر     | 2–2    | رون سكولسدانج    | قرار القضاة (بالإجماع)                 | إم إي زد سبورتس: باندمونيوم 6                       | 3 مارس 2012    | 3      | 5:00  | ريفرسايد، كاليفورنيا، الولايات المتحدة    | |
| فاز     | 2–1    | لويس جارسيا      | إخضاع (الضغط على الذراع)               | يو دبليو سي المكسيك: الدم الجديد 1                  | 29 يناير 2012  | 1      | 2:21  | تيخوانا، المكسيك                          | |
| خسر     | 1–1    | ماركو بيريستين   | قرار القضاة (بالإجماع)                 | يو دبليو سي المكسيك 10: إلى الحافة                  | 25 يونيو 2011  | 3      | 5:00  | تيخوانا، المكسيك                          | |
| فاز     | 1–0    | جهاد عتيق        | إخضاع (الضغط على الذراع)               | يو دبليو سي المكسيك 9.5: إغوانا                     | 30 أبريل 2011  | 1      | 2:30  | تيخوانا، المكسيك                          | أول ظهور في وزن الديك.                                                                                                |

### سجل الفنون القتالية المختلطة الاستعراضي
| السجل الاستعراضي |       |         |
| 1 نزال           | 0 فوز | 1 خسارة |
| بالإخضاع         | 0     | 1       |

| النتيجة | السجل | الخصم           | الطريقة               | الحدث                                   | التاريخ       | الجولة | الوقت | المكان                              | الملاحظات                    |
| ------- | ----- | --------------- | --------------------- | --------------------------------------- | ------------- | ------ | ----- | ----------------------------------- | ---------------------------- |
| خسر     | 0–1   | ألكسندر بانتوجا | إخضاع (خنق خلفي عاري) | المقاتل النهائي: بطولة الأبطال النهائية | 31 أغسطس 2016 | 2      | 3:44  | لاس فيغاس، نيفادا، الولايات المتحدة | دور الـ16 المقاتل النهائي 24 |

*التاريخ المذكور هو تاريخ بث الحلقة. لم يتم الكشف عن التواريخ الفعلية للقتال من قبل يو إف سي

## نزالات الدفع مقابل المشاهدة
| #  | الحدث        | القتال             | التاريخ        | المكان         | المدينة                             | المبلغ      |
| -- | ------------ | ------------------ | -------------- | -------------- | ----------------------------------- | ----------- |
| 1. | يو إف سي 256 | فيغيريدو ضد مورينو | 12 ديسمبر 2020 | يو إف سي أبيكس | إنتربرايز، نيفادا، الولايات المتحدة | لم يُكشف عنه |

## وصلات خارجية
- براندون مورينو على موقع يو إف سي (الإنجليزية)
- براندون مورينو على موقع شيردوغ (الإنجليزية)
- براندون مورينو على موقع Tapology.com (الإنجليزية)
- براندون مورينو على موقع قاعدة بيانات المصارعة على الإنترنت (الإنجليزية)
- براندون مورينو على موقع IMDb (الإنجليزية)

| الإنجازات            | الإنجازات                                                          | الإنجازات            |
| -------------------- | ------------------------------------------------------------------ | -------------------- |
| سبقه ديفسون فيغيريدو | رابع بطل يو إف سي لوزن الذبابة 12 يونيو 2021 – 22 يناير 2022       | تبعه ديفسون فيغيريدو |
| لقب جديد             | أول بطل يو إف سي لوزن الذبابة المؤقت 30 يوليو 2022 – 21 يناير 2023 | شاغر                 |
| سبقه ديفسون فيغيريدو | سادس بطل يو إف سي لوزن الذبابة 21 يناير 2023 – 8 يوليو 2023        | تبعه ألكسندر بانتوجا |